# Schwemser Spitze
Die Schwemser Spitze, auch Oberettesspitze (italienisch Punta D’Obrettes) genannt, ist mit ihrem 3459 m s.l.m. hohen Hauptgipfel der höchste Berg im Saldurkamm in den südlichen Ötztaler Alpen in der italienischen Provinz Südtirol. Die Spitze besitzt außer dem Hauptgipfel noch einen 3337 m hohen Südgipfel. Ein markanter Südgrat zieht sich mit eineinhalb Kilometern Länge hinunter bis zum auf 3097 m Höhe gelegenen Bildstöckeljoch, einem wichtigen Wegübergang zwischen dem Schnalstal und dem Matscher Tal. Die touristische Erstbesteigung der Schwemser Spitze gelang am 2. September 1875 J. Hoffmann und dem Bergführer Josef Spechtenhauser.

## Lage und Umgebung
Der Saldurkamm ist eine Bergkette, die im Norden an der Inneren Quellspitze ihren Anfang nimmt und vom Alpenhauptkamm südwärts Richtung Vinschgau streicht. Die Schwemser Spitze liegt gut vier Kilometer Luftlinie nordwestlich von Kurzras (Gemeinde Schnals). Sie ist umgeben von stark im Schwinden begriffenen Gletschern. Im Westen liegt der Oberettesferner, im Nordosten der Steinschlagferner und im Süden der Schwemser Ferner. Benachbarte Gipfel sind entlang des Nordgrats, getrennt durch das Oberettesjoch (3251 m) die 3385 m hohe Äußere Quellspitze, im Verlauf des langgestreckten Südgrats die 3296 Meter hohe Südliche Oberettesspitze, dann, getrennt durch das auf 3097 m Höhe gelegene Bildstöckeljoch, die Saldurspitze mit 3433 m Höhe. Die Westflanke der Schwemser Spitze fällt ins Matscher Tal ab, die Ostflanke ins Schnalstal.

## Stützpunkte und Besteigung
Der Weg führte Hoffmann und Spechtenhauser 1875 von Kurzras aus in nordwestlicher Richtung über den Schwemser Ferner zunächst auf den Südgipfel und nach Überwindung einer Eiswand zum Nordgipfel in einer Gehzeit von etwa fünf Stunden. Der heute übliche Anstieg ist kürzer, aber schwieriger. Von der westlich im Matscher Tal auf 2670 Metern Höhe gelegenen Oberetteshütte aus geht es in nordöstlicher Richtung als Hochtour über den Oberettesferner hinauf zum Oberettesjoch. Dann verläuft der Weg über den Nordwestgrat teilweise in, laut Literatur, mäßig schwerer Kletterei im Schwierigkeitsgrad UIAA II in einer Gehzeit von drei Stunden südlich zu den Gipfeln.
Am 5. März 2025 kam der Erfinder des Barfußschuhs FiveFingers, Robert Fliri, bei einem Absturz am Grat der Schwemser Spitze ums Leben.

## Name
Der Berg trägt in den angrenzenden Tälern unterschiedliche Namen: In Schnals ist er als Schwemser Spitze bekannt, in Matsch als Oberettesspitze. Der Schnalser Name bezieht sich auf ein auf ein dort befindliches Gelände namens Schwems und ist nach Egon Kühebacher deutschen Ursprungs. Er lässt sich vermutlich auf das mittelhochdeutsche swem(e) mit der Bedeutung „Aufstauung“ zurückführen und verweist somit auf in der Schwems anzutreffende Wasseransammlungen der Gletscherbäche. Der Name Oberettes stammt von einem auf Matscher Seite befindlichen Bergkar und geht nach Johannes Ortner vermutlich auf ein alpenromanisches *tovaretta mit der Bedeutung „Gelände mit Vertiefungen, Einschnitten“ zurück.